# Zilverbladvissen
Zilverbladvissen (Monodactylidae) vormen een familie van baarsachtige vissen.
Vissen uit deze familie zijn relatief kort en hebben een schijfvormig lijf, een lange aarsvin en lange rugvinnen. Ze zijn gewoonlijk 25 cm lang. De vissen zijn vrij populair om te houden in aquaria.
De familie bestaat uit nog zes levende soorten in twee geslachten, Monodactylus en Schuettea. Ze komen voor langs de kustlijn van Afrika, India, het zuiden van Azië tot West-Australië. Het zijn voornamelijk carnivore vissen die zich voeden met kleinere vissen en ongewervelden. Ze worden gewoonlijk aangetroffen in ondiep water en vormen scholen.

## Geslachten
- Monodactylus Lacépède, 1801
- Schuettea Steindachner, 1866